# 鳞叶龙胆
鳞叶龙胆（学名：Gentiana squarrosa）是龙胆科龙胆属的植物。分布于锡金、蒙古、俄罗斯、日本、朝鲜以及中国大陆的东北、西南、西北、华北等地，生长于海拔110米至4,200米的地区，一般生于山坡、路边、河滩、干草原、山谷、荒地、山顶、灌丛中以及高山草甸，目前尚未由人工引种栽培。

## 别名
石龙胆（本草汇言）、鳞片龙胆（东北植物检索表）、岩龙胆、小龙胆